# Schneefrei (2000)
Schneefrei ist eine US-amerikanische Komödie aus dem Jahr 2000 von Paramount Pictures und Nickelodeon Movies.
Die deutsche Free-TV-Premiere fand am 4. Januar 2004 auf Sat.1 statt.

## Handlung
Heftige Schneefälle behindern das Alltagsleben in einer Kleinstadt im US-Bundesstaat New York. Die Schule wird geschlossen. Die von der 10-jährigen Natalie Brandston angeführten Schüler behindern die von Roger durchgeführten Aufräumarbeiten, damit die Schule geschlossen bleibt.
Tom Brandston, der Vater von Natalie, tritt als Meteorologe im Fernsehen in einer albernen Verkleidung auf. Er kämpft gegen einen Konkurrenten. Tom versucht, seine Chefs davon zu überzeugen, die Zuschauer würden seriöse Wettervorhersagen erwarten, aber die Manager sind anderer Meinung.
Hal Brandston, Natalies 15-jähriger Bruder, wirbt um Claire Bonner, die in der Schule sehr beliebt ist. Sie beendete am Vortag ihre bisherige Beziehung. Hal findet heraus, dass Claire das Fernsehprogramm sieht, für das sein Vater arbeitet. Er findet seinen Vater, der in der freien Natur eine Livesendung über das Wetter macht und richtet seine Liebesbotschaft an Claire direkt an die laufende Fernsehkamera.

## Kritiken
- Lexikon des internationalen Films: Die Komödie sei „leidlich unterhaltsam“ und „vorhersehbar“, ihr Humor sei „bieder“.[2]
- Chris Kaltenbach in Baltimore Sun: Die Komödie sei „erfrischend“.[3]
- James Berardinelli: „Einer von diesen unintelligenten Filmen für ein Publikum unter 11 Jahren.“[4]

## Auszeichnungen
- Mark Webber wurde 2000 für den YoungStar Award nominiert.
- Connor Matheus und die Komödie als Best Family Feature Film/Comedy wurden 2001 für den Young Artist Award nominiert.
- Der Song Another Dumb Blonde wurde 2001 für den Blockbuster Entertainment Award nominiert.
- Die Deutsche Film- und Medienbewertung FBW in Wiesbaden verlieh dem Film das Prädikat wertvoll.